# Kangasniemi
Kangasniemi es un municipio de localizado en la región finlandesa de Savonia del Sur.  

## Demografía
El municipio tiene una población de 5,698 habitantes (2015) con una densidad de 5,33 habitantes por km². 

## Geografía
Cubre una cantidad total de 1.326,73 km² (256,86 km² que corresponden a agua).
Algunos municipios vecinos son Hankasalmi, Hirvensalmi, Joutsa, Mikkeli, Pieksämäki y Toivakka.

## Otros
El idioma oficial es el finés. 
Kangasniemi es la ciudad natal del exatleta Tepa Reinikainen.

## Galería

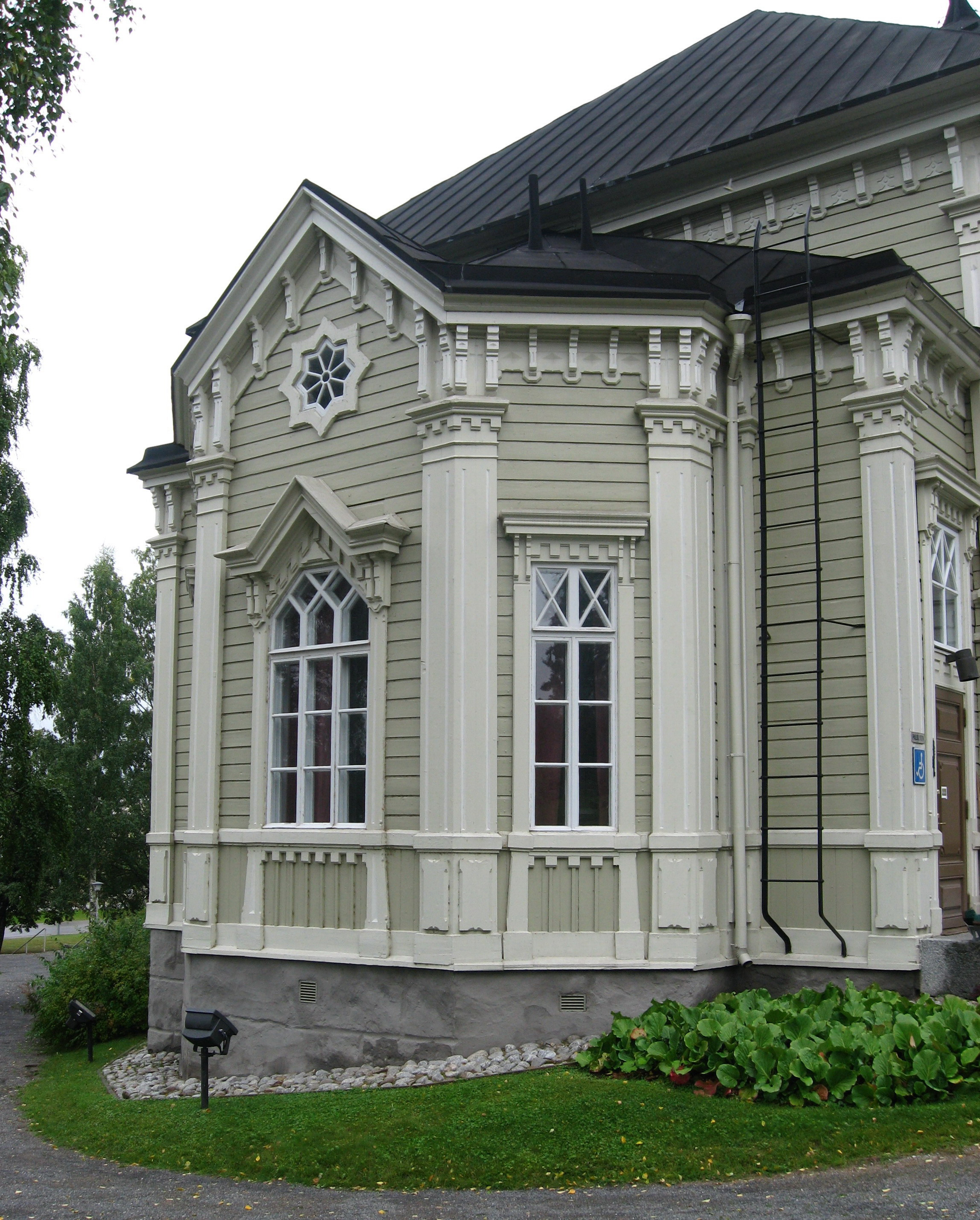
Iglesia de Kangasniemi.
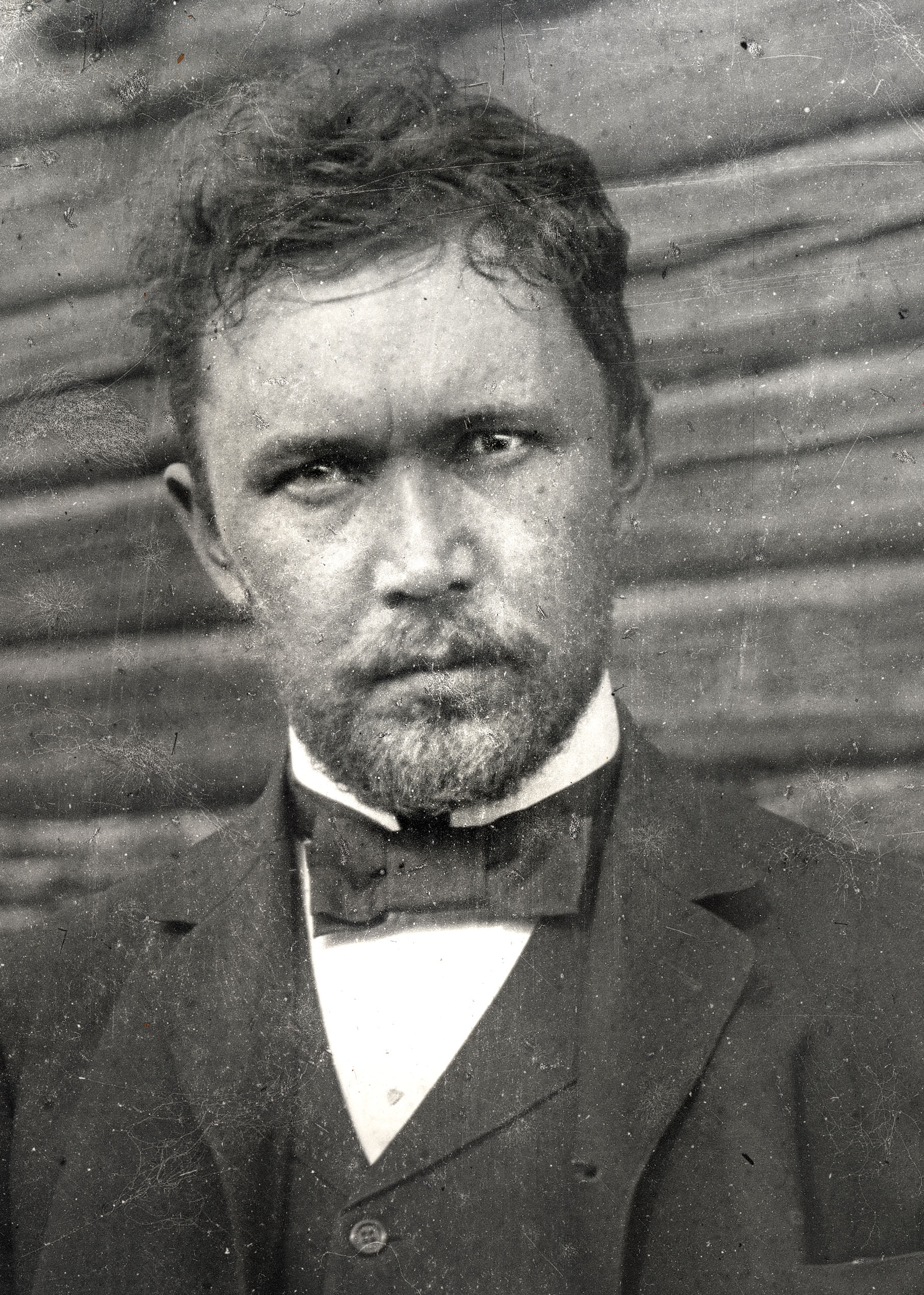
Eino Leino en Kangasniemi, 1903.
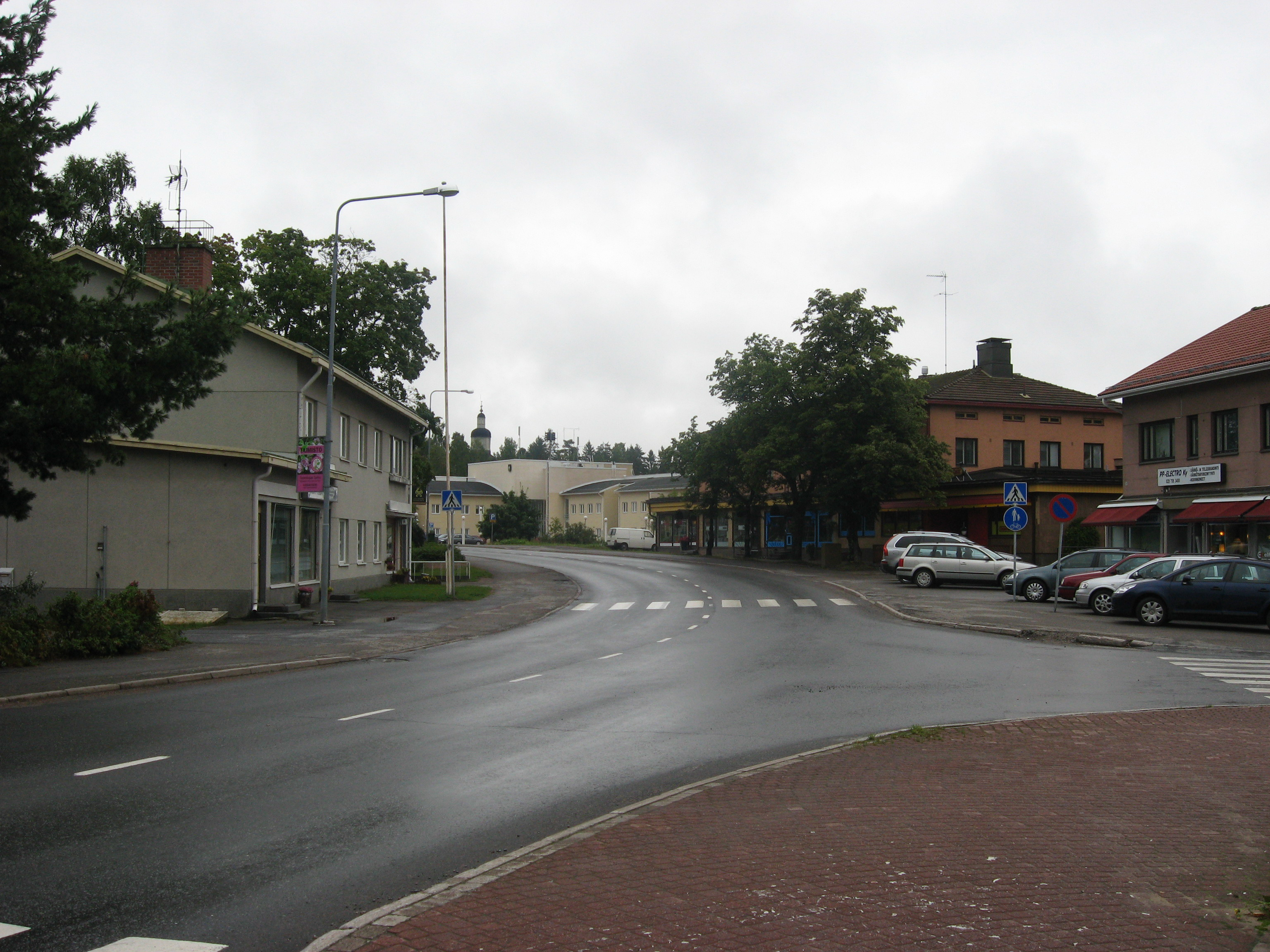
Centro de Kangasniemi.
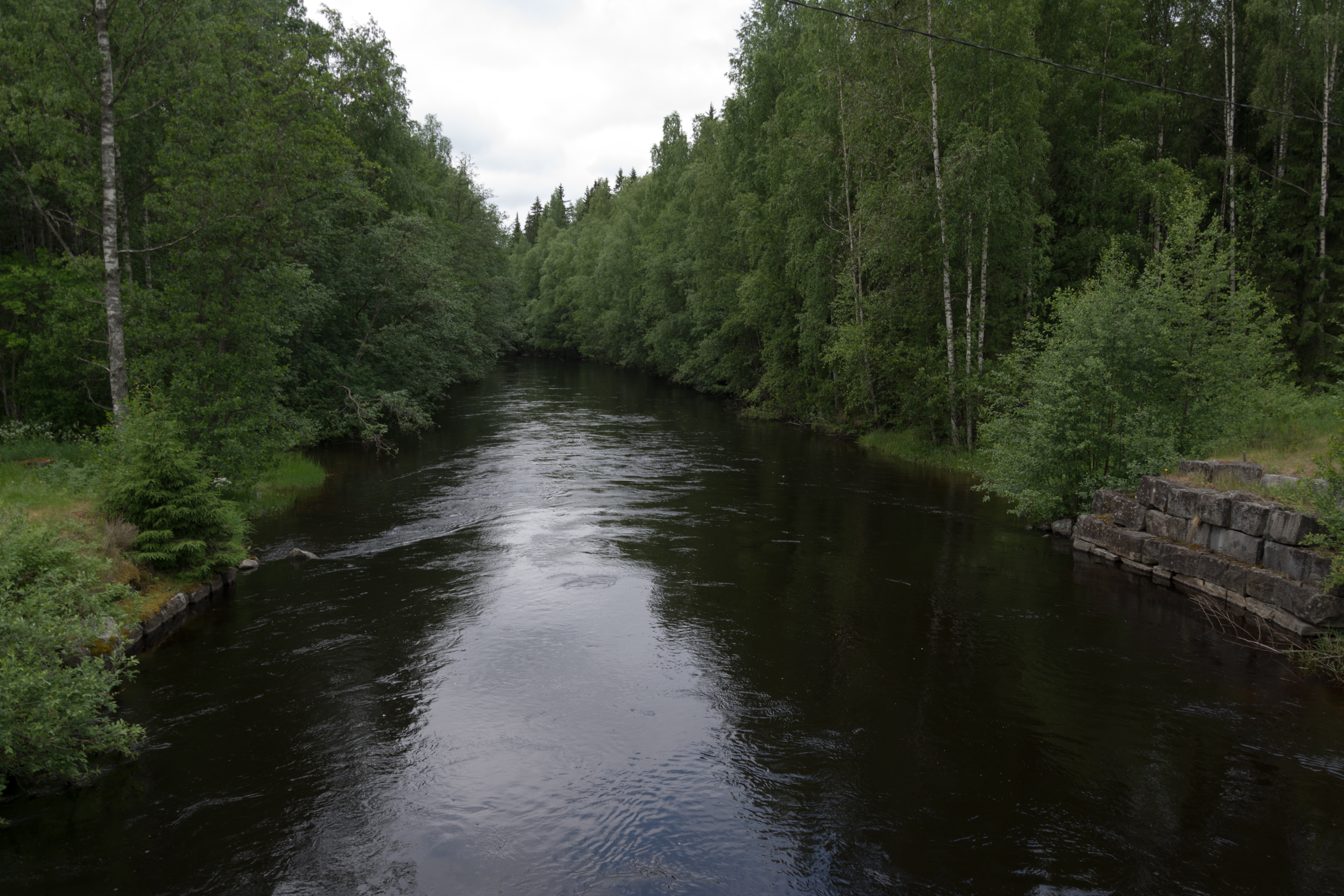
Canal de Läsäkoski.
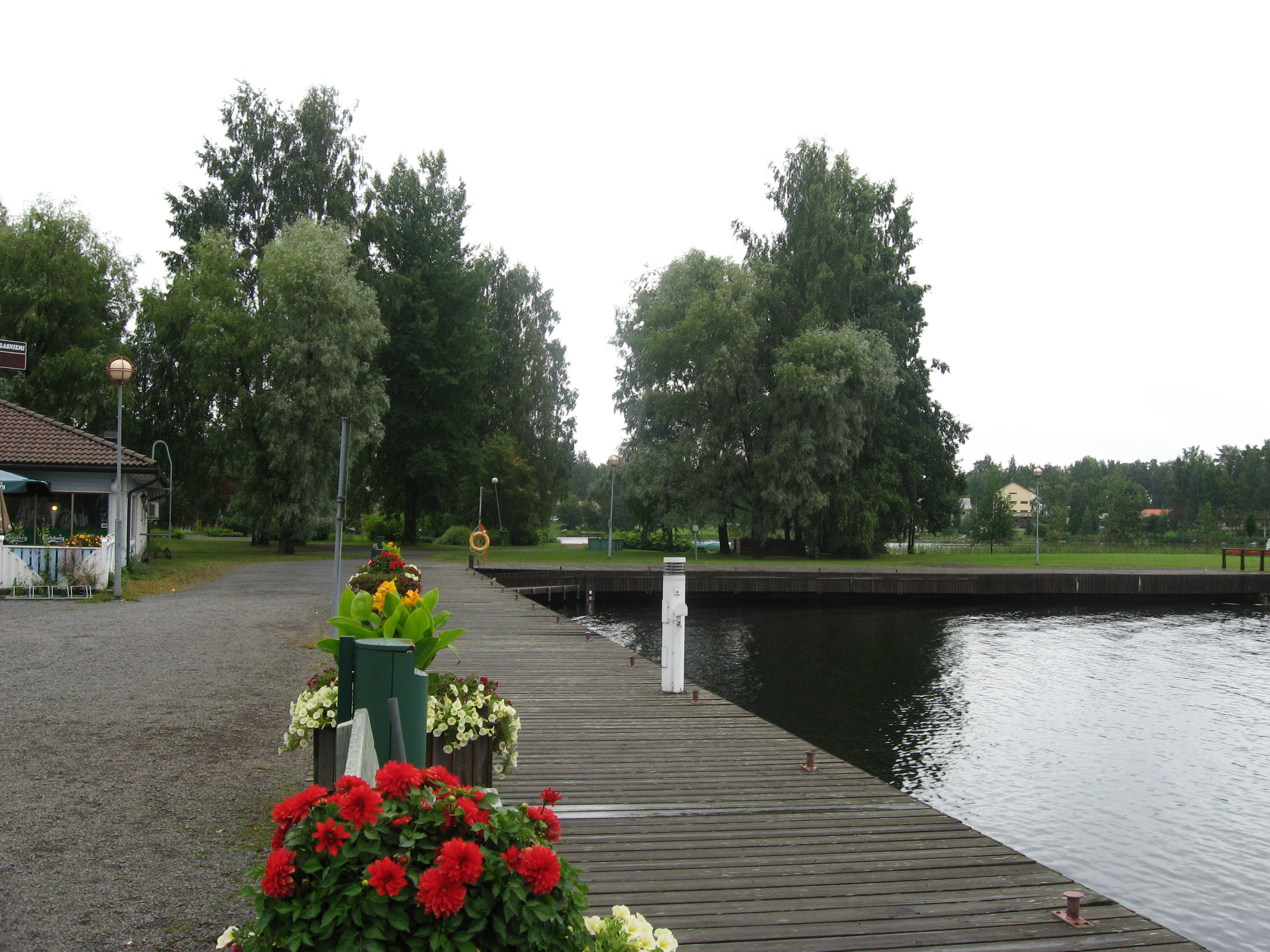
Bahía de Meijerinlahti.
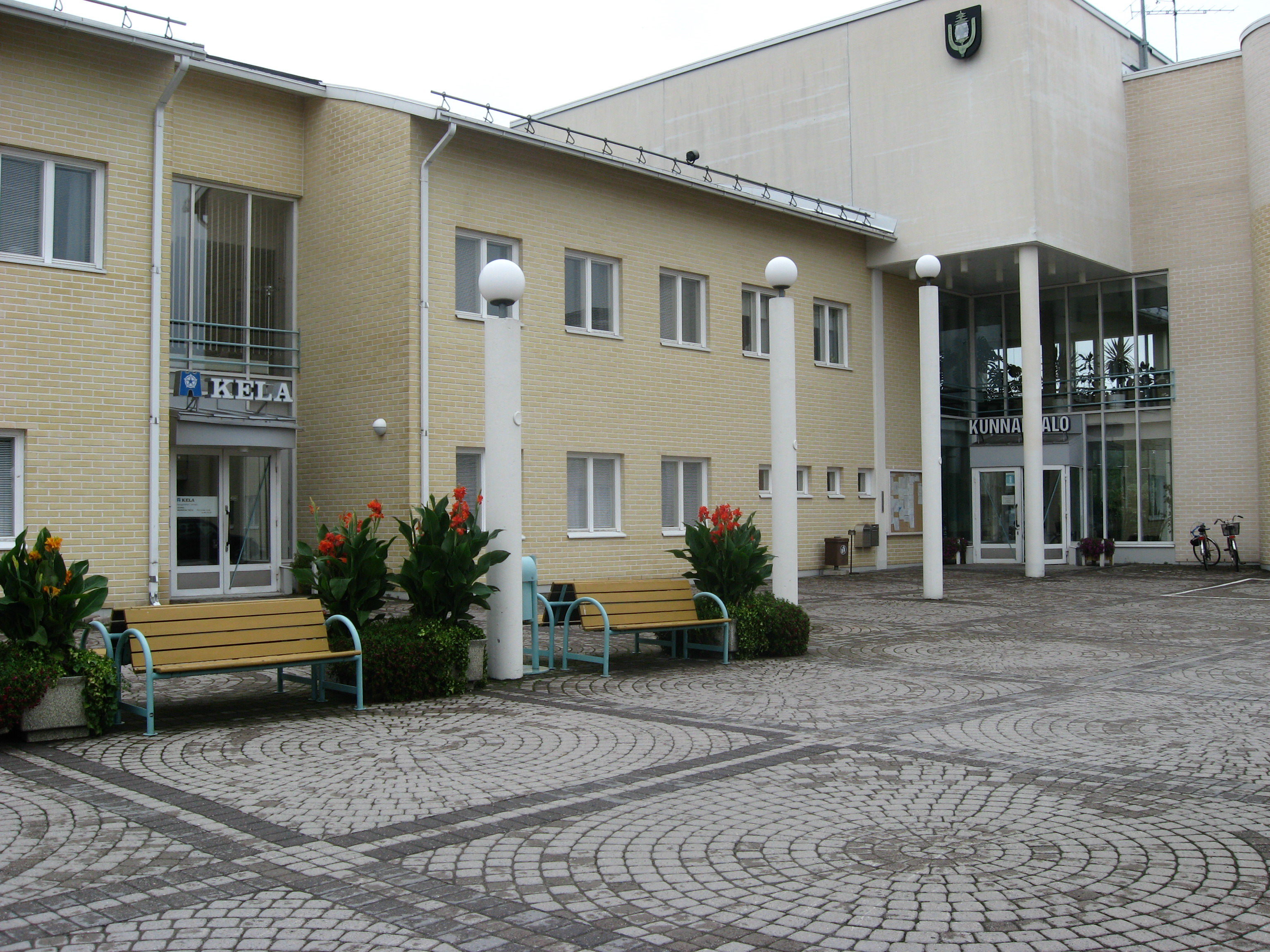
Alcaldía del municipio.

## Ciudad hermanada
- Bad Schwartau, Alemania (1989)[3]